# 江藤光喜
江藤 光喜（えとう こうき、1988年2月8日 - ）は、日本の元プロボクサー。沖縄県国頭郡本部町出身。白井・具志堅スポーツジム所属。元WBA世界フライ級暫定王者（JBC非公認）。第40代OPBF東洋太平洋フライ級王者。WBA暫定王座は2013年8月1日、日本人男子ボクサーとして初めてタイで世界戦に勝利し、担当トレーナーの野木丈司らとともに勝ち取ったもの。沖縄県立北部農林高等学校林業科卒業。

## 人物
“江藤三兄弟”の長男で、双子の弟・大喜と末弟・伸悟もプロボクサー。ボクシングを最初に始めたのは大喜で、最もキャリアが浅いのが光喜である。一軒家で弟2人と暮らし、大喜とともにラーメン店で働いている。タイでのWBA世界フライ級暫定王座挑戦が決まった頃、大喜の怪我や仕事の忙しさから2人の弟はボクシングへの情熱を失いつつあり、光喜には「なんとしても結果を残さなければならない。これでダメなら2人はボクシングをやめるだろう｣との苦悶があった。同王座を獲得した後、同じタイでの初防衛戦を前に「暑さも、ウチナーンチュの俺には通用しない。勝って沖縄を盛り上げたい」と話したが、王座獲得の日にはアウェイの空気の中で試合開始前に熱中症になりかけていた。
目標とするボクサーはアレクシス・アルゲリョ。趣味は三味線で、安里屋ユンタの演奏を得意とする。

## 来歴
双子の弟・大喜が沖縄県大会で優勝した姿を見て、高校でボクシングを始めた。自らも4か月で県大会優勝。上京してボクシングを中断した時、プロ入りを誘ったのも弟だった。「やるなら沖縄の英雄の元で」と考え、父親の友人の紹介で具志堅用高が会長を務める白井・具志堅スポーツジムに入門した。
2008年8月11日、後楽園ホールで村中克彦（中内）とフライ級4回戦でプロデビュー戦を行い、1回1分7秒KO勝ちを収めた。
2009年には全日本新人王トーナメントにフライ級で出場。7月21日に行われた準々決勝で塩澤直紀（角海老宝石）と対戦し、初回に右でダウンを奪ったが、その後挽回され、0-2の判定でプロ初黒星を喫した。塩澤とは翌2010年3月17日に再戦し、5回TKO勝利でリベンジを果たしている。

### メキシコ・タイへ遠征
2011年1月22日、メキシコ・ネサワルコヨトルに遠征して6回戦に臨み、初回KO勝利を収めた。同年3月7日、後楽園ホールにて、タイスーパーフライ級王者のスリヤー・チュワタナと8回戦を行い、3-0の判定で勝利した。
2011年8月4日、ピッサヌローク県のピッサヌロークセントラルスタジアムでWBCインターナショナルフライ級シルバー王者パノムルンレック・ガイヤーンハーダオジム（タイ）と対戦。この時まで江藤は日本王座やOPBF王座には縁がなく、この対戦オファーもそもそもはジムの先輩である嘉陽宗嗣に持ちかけられ、嘉陽のスケジュールが合わなかったためにジムが交渉して成立したものであった。試合前半は長いリーチを生かして離れて戦ったが、しばしば左ボディーストレートをもらう場面があった。しかし中盤以降の接近戦でフックとアッパーの打ち合いに活路を見出し、右アッパーカットや左右フックをクリーンヒットさせた。結果は0-3（2者が112-116、113-115）の判定負けで王座獲得に失敗したが、トレーナーの野木丈司は、日本なら点差は逆だっただろうとコメント。ただし野木は将来的に日本のトップボクサーにとって海外での勝利は必須になるとし、確実な戦術を習得した上で「今後も積極的に、海外にチャレンジして行きたいと思います」と述べている。江藤自身は、相手のスピードや距離感を序盤に把握できており、試合内容で負けたつもりはなく、「もっともっと練習し、俺は必ず世界王者になります」と表明。同行した大喜も内容では勝っていたと確信して「俺も色々勉強になったし、皆の気持ちが高まってる」と話した。この敗戦はむしろ江藤に自信を持たせ、直後から陣営の士気を高めることになった。

### 世界ランカーに勝利
2012年11月12日、同門の先輩山口直子の前座で、PABAフライ級王者でWBA世界フライ級10位のデンチャイレック・クラティンデーンジム（タイ）と対戦。2回に右アッパーでデンチャイレックをぐらつかせ、ラッシュで畳み掛けたが、逆に被弾してダウン寸前となるスリリングな展開となった。しかし渾身の左フックでダウンを奪い、連打からの右ストレートで2回KO勝利を収め、翌月にはWBA世界フライ級13位にランク入りした。
2013年4月10日、江藤三兄弟がそろって登場した興行でヨドクンクライ・ソーラッダジム（タイ）とフライ級8回戦を行い、2回1分30秒KO勝ちを収めた。

### タイでの世界暫定王座戦
2013年8月1日、バンコクでWBA世界フライ級暫定王者コンパヤック・ポープラムック（タイ）と対戦することが決まった。この試合に向けては八重樫東、井上尚弥らとスパーリングをしたが、怪我もあり思い通りの練習ができたわけではなかった。身長は江藤が19センチメートル高く体格面では有利であったが、コンパヤックは元WBC世界ライトフライ級王者で戦績は50勝 (35KO) 4敗と江藤に較べ3倍以上もの試合経験があった。試合前にウォーミングアップを中断されるなど敵地ならではの扱いも受け、開始前には熱中症になりかけていた。

#### 日本人男子の世界戦初勝利
江藤は会長の具志堅から「1回から飛ばせ」とアドバイスを受けていた通りに動き、初回終盤には王者をロープに追い込み左フックで倒したが、スリップと裁定された。当初から判定では勝てないと考えていた江藤は前半でのKO勝利を目指したが、再三ホールディングなどの注意を受け、中盤以降に試合が持ち越すと判定で負けるのではないかという思いも頭をよぎった。しかしセコンドからは「あきらめるな」と激励され続けた。最終回は江藤自身「あきらめるな」「ぶっ倒せ」と頭の中で繰り返し、終了まで残り時間20秒というところで左右のフックからの連打でダウンを奪った。この回、終了のゴングは10秒前に鳴らされたが、3-0（2者が114-113、116-111）の判定勝ちを収め、王座を獲得した。リング上でチャンピオンベルトを巻かれると「あきらめなければ夢はかなうんだ！」と叫び、翌2日、凱旋帰国し「海外で勝つって意外と気持ちいいもんですね」と笑顔で喜びを語った。同日にはフィリピンで亀田和毅の世界初挑戦もあり、出発時に江藤を見送った報道陣は『日刊スポーツ』の1人だけであったが、凱旋時には7人に出迎えられた。アジア圏のボクシング情報を網羅するウェブサイトの Asian Boxing は、この試合を「真の年間最高試合候補」とし、「やや一方的な性質だったにもかかわらず年間最高試合の呼び声高い荒川仁人 対 オマール・フィゲロア戦も見劣りするぐらいだ」と大絶賛。同行できなかった具志堅も、1994年のジム創設以来初の男子世界王者の誕生に「こんなうれしいことない。涙が出そう。」と感激した。
日本人男子選手によるタイでの世界戦は1963年のファイティング原田の防衛失敗に始まり過去に17敗1分けを記録していた。江藤は19人目にして初勝利を収めたが、JBCは「合理的な説明のつかない王座を乱立させている」として2011年2月28日よりWBA暫定王座を世界王座と認めない方針をとっているため、この王座の防衛戦を国内で行うことはできない。日本プロボクシング史上で暫定世界王者は男女11人だが、他の10人は全て正規王者休養に伴って設置された暫定王座決定戦に判定勝利を収めて獲得。江藤のみ現役暫定王者に挑戦し、世界王座を奪取した。
王座奪取の夜、タイで「（具志堅）会長には、会長と同じ本当のWBAのベルトを取りますと言いたい」とコメントした江藤にとって、正規王者ファン・カルロス・レベコとの王座統一は年内にも実現したい課題であった。「（レベコと）どちらが勝っても盛り上がるような、気持ちのあるボクシングをしたい」と語り、初防衛戦に向けて粉川拓也や井上尚弥らとスパーリングをした。初防衛戦が正式に決まったのは、開催のわずか2週間前だった。

#### 眼窩底骨折と失冠
2013年11月29日、チョンブリー県でWBA世界フライ級12位のヨーッモンコン・ウォー・センテープ（タイ）と対戦。初回は距離をとっていたが眼窩底骨折を負った。この時の負傷については帰国後、「パンチを避けようと頭を振っても、自分でパンチを出しても響いてひどく痛かった。自分で自分にダメージを与えるようなものでした。」と語っている。2回からは打撃戦となった。6回にダウンを喫したものの豊富な手数で攻め続けたが、12回52秒TKO負けを喫し初防衛に失敗、王座から陥落した。試合後は担架に乗せられて退場。帰国時に再起への意欲を語った。

### 東洋太平洋王座獲得
2014年6月17日、ちょうど200日後の再起戦はOPBF東洋太平洋フライ級王座決定戦となった。後楽園ホールでWBAフライ級14位としてOPBF同級2位のアーディン・ディアレ（フィリピン）と対戦。3回からはこの試合も打撃戦となった。江藤は3回にダウンを喫し、4回終了時点の採点は3者ともに39–36でディアレを支持。7回にもダウンを奪われ、8回にはセコンドから「いいのをもらったらタオルを投げる」と送り出された。この回、2度のダウンを奪い返した後、反撃を受けて自らもダメージを負うが、打ち合いを続けた末にショートの連打で仕留め、3ノックダウンによるKO勝利で王座を獲得した。しかし、激闘のあまり表彰式ではトレーナーに支えられ、勝利者インタビューもなく病院へ直行となった。
2014年11月26日、後楽園ホールでOPBF東洋太平洋フライ級1位のクリス・ポリーノ（フィリピン）と対戦。10回2分53秒KO勝ちを収め初防衛に成功した。
2015年6月8日、「ダイヤモンドグローブ&DANGAN130」のメインイベントでOPBF東洋太平洋フライ級13位の福本雄基（三迫）と対戦し、8回1分39秒TKO勝ちを収め2度目の防衛に成功した。
2015年11月28日、仙台市のゼビオアリーナ仙台でWBC世界スーパーフライ級王者のカルロス・クアドラスと対戦し、12回0-3（2者が111-117、112-116）の判定負けを喫し2階級制覇に失敗した。
2016年5月12日、後楽園ホールで行われた「DAGAN160」でマイケル・エスコビアと116ポンド契約8回戦を行い、8回3-0（77-75が2者、78-74）の判定勝ちを収め再起を果たした。
2016年11月5日、後楽園ホールで行われた「第555回ダイナミックグローブ」でジュン・ブラゾとスーパーフライ級8回戦を行い、8回1分39秒KO勝ちを収め再起2連勝を果たした。
2017年3月28日、後楽園ホールで行われた「DANGAN177」でシッティチャイ・ベンサラーとスーパーフライ級8回戦を行い、2回1分2秒TKO勝ちを収めた。
2017年9月13日、後楽園ホールで行われた「ザ・カンムリワシ・ファイトvol.54&DANGAN194」でワチャラポン・シッサイトーンと53.0kg契約8回戦を行い、3回1分55秒TKO勝ちを収めた。
2018年3月3日、後楽園ホールで行われた「ダイナミックグローブ」でマルソン・カベラとスーパーフライ級8回戦を行い、3回1分30秒TKO勝ちを収めた。
2018年8月16日、後楽園ホールで行われた「ダイナミックグローブ」でデルフィン・デ・アシスと52.5kg契約10回戦を行い、6回1分14秒KO勝ちを収めた。
2019年2月2日、後楽園ホールで行われた「ダイナミックグローブ」でロメル・オリベロスと52.6kg契約8回戦を行い、4回29秒TKO勝ちを収めた。
2019年5月25日（現地時間）、米国フロリダ州キシミーのオセオラ・テリテージ・パークでWBOスーパーフライ級5位でオリンピック出場経験を持つジェイビエール・シントロンとWBOインターナショナルスーパーフライ級王座兼WBO世界同級王座挑戦者決定戦を行い、江藤が右をフック気味に決めダウンを奪い1R2分37秒TKO勝ちを収めたと思われたが、試合後の映像確認で、倒す直前に江藤の偶然のヘッドバッティングが確認され、無効試合に変更となった。
2019年8月2日、米国フロリダ州キシミーのオセオラ・ヘリテージ・パークでシントロンと再びWBO世界スーパーフライ級王座挑戦者決定戦が行われることになった。
2019年8月2日、シントロンと再戦するも、2回に左フックでダウンを喫するなどして10回0-3（90-99×3）で判定負けを喫し、挑戦権獲得とはならなかった。
2020年7月28日、現役引退を表明した。

## 戦績
- アマチュアボクシング：3戦3勝無敗
- プロボクシング：31戦24勝（19KO）5敗1分1無効試合

| 戦           | 日付           | 勝敗 | 時間     | 内容    | 対戦相手                                 | 国籍                            | 備考                                                                                |
| ------------ | -------------- | ---- | -------- | ------- | ---------------------------------------- | ------------------------------- | ----------------------------------------------------------------------------------- |
| 1            | 2008年8月11日  | ☆    | 1R 1:07  | KO      | 村中克彦                                 | 日本 （中内）                   | プロデビュー戦                                                                      |
| 2            | 2008年11月30日 | ☆    | 4R       | 判定2-0 | 大城政人                                 | 日本 （平仲ボクシングスクール） |                                                                                     |
| 3            | 2009年4月13日  | ☆    | 4R       | 判定3-0 | 渡辺健一                                 | 日本 （ドリーム）               | 東日本新人王トーナメント・フライ級予選                                              |
| 4            | 2009年7月21日  | ★    | 4R       | 判定0-2 | 塩澤直紀                                 | 日本 （角海老宝石）             | 東日本新人王トーナメント・フライ級準々決勝                                          |
| 5            | 2009年10月12日 | ☆    | 2R 1:48  | TKO     | 石井達也                                 | 日本 （協栄カヌマ）             |                                                                                     |
| 6            | 2009年12月2日  | ☆    | 3R 1:40  | TKO     | 橋本祥太                                 | 日本 （協栄）                   |                                                                                     |
| 7            | 2010年3月17日  | ☆    | 5R 2:38  | TKO     | 塩澤直紀                                 | 日本 （角海老宝石）             |                                                                                     |
| 8            | 2010年5月18日  | ☆    | 1R 1:39  | TKO     | ウィチャンカオ・ポーティティマ           | タイ                            |                                                                                     |
| 9            | 2010年9月13日  | ☆    | 1R 1:50  | TKO     | ルンニルン・ゴーラットスポーツスクール   | タイ                            |                                                                                     |
| 10           | 2011年1月22日  | ☆    | 1R       | KO      | オマール・パラレス                       | メキシコ                        |                                                                                     |
| 11           | 2011年3月7日   | ☆    | 8R       | 判定3-0 | スリヤー・チュワタナ                     | タイ                            |                                                                                     |
| 12           | 2011年6月6日   | ☆    | 2R 1:12  | TKO     | サンサクダ・ポータサナポン               | タイ                            |                                                                                     |
| 13           | 2011年8月4日   | ★    | 12R      | 判定0-3 | パノムルンレック・ガイヤーンハーダオジム | タイ                            | WBCシルバー・インターナショナルフライ級タイトルマッチ                               |
| 14           | 2011年12月21日 | △    | 6R       | 判定0-0 | 堀陽太                                   | 日本 （横浜光）                 |                                                                                     |
| 15           | 2012年11月12日 | ☆    | 2R 2:59  | KO      | デンチャイレック・クラティンデーンジム   | タイ                            |                                                                                     |
| 16           | 2013年4月10日  | ☆    | 2R 1:30  | KO      | ヨドクンクライ・ソーラッダジム           | タイ                            |                                                                                     |
| 17           | 2013年8月1日   | ☆    | 12R      | 判定3-0 | コンパヤック・ポープラムック             | タイ                            | WBA暫定・世界フライ級タイトルマッチ                                                 |
| 18           | 2013年11月29日 | ★    | 12R 0:52 | TKO     | ヨーッモンコン・ウォー・センテープ       | タイ                            | WBA王座陥落                                                                         |
| 19           | 2014年6月17日  | ☆    | 8R 2:51  | KO      | アーデン・ディアレ                       | フィリピン                      | OPBF東洋太平洋フライ級王座決定戦                                                    |
| 20           | 2014年11月26日 | ☆    | 10R 2:53 | KO      | クリス・ポリーノ                         | フィリピン                      | OPBF防衛1                                                                           |
| 21           | 2015年6月8日   | ☆    | 8R 1:39  | TKO     | 福本雄基                                 | 日本 （三迫）                   | OPBF防衛2                                                                           |
| 22           | 2015年11月28日 | ★    | 12R      | 判定0-3 | カルロス・クアドラス                     | メキシコ                        | WBC世界スーパーフライ級タイトルマッチ                                               |
| 23           | 2016年5月12日  | ☆    | 8R       | 判定3-0 | マイケル・エスコビア                     | フィリピン                      |                                                                                     |
| 24           | 2016年11月5日  | ☆    | 8R 1:39  | KO      | ジュン・ブラゾ                           | フィリピン                      |                                                                                     |
| 25           | 2017年3月28日  | ☆    | 2R 1:02  | TKO     | シッティチャイ・ベンサラー               | タイ                            |                                                                                     |
| 26           | 2017年9月13日  | ☆    | 3R 1:55  | TKO     | ワチャラポン・シッサイトーン             | タイ                            |                                                                                     |
| 27           | 2018年3月3日   | ☆    | 8R 1:30  | TKO     | マルソン・カベラ                         | フィリピン                      |                                                                                     |
| 28           | 2018年8月16日  | ☆    | 6R 1:14  | KO      | デルフィン・デ・アシス                   | フィリピン                      |                                                                                     |
| 29           | 2019年2月2日   | ☆    | 4R 0:29  | TKO     | ロメル・オリベロス                       | フィリピン                      |                                                                                     |
| 30           | 2019年5月25日  | ー   | 1R 2:37  | NC      | ジェイビエール・シントロン               | プエルトリコ                    | WBOインターナショナルスーパーフライ級王座決定戦                                     |
| 31           | 2019年8月2日   | ★    | 10R      | 判定0-3 | ジェイビエール・シントロン               | プエルトリコ                    | WBOインターナショナルスーパーフライ級王座決定戦 WBO世界スーパーフライ級挑戦者決定戦 |
| テンプレート |                |      |          |         |                                          |                                 |                                                                                     |

## 獲得タイトル
- WBA世界フライ級暫定王座（防衛0）
- OPBF東洋太平洋フライ級王座（防衛2）